# 基督教多配偶制
基督教多配偶制是一项关于基督教婚姻觀的觀點。許多基督教會支持一夫一妻制是基督教信仰的一部份，但多配偶制在舊約有很多例子，在新約也沒有明確的禁止。在基督教會中，信徒對於基督教信仰與基督教倫理是否允許或禁止多配偶制，有著不同的意見。在這些辯論中，多配偶制一般只指一夫多妻制，而排除一妻多夫制與同性婚姻下的多配偶制。

## 舊約例子
- 以掃
- 掃羅王
- 大衞王
- 所羅門
- 羅波安
- 摩西
- 拉麥
- 亞伯拉罕
- 雅各

## 新約例子
- 十個童女的比喻被一些人士視為可能是耶穌對一夫多妻制的比喻[來源請求]，因為有5個童女是聰明的。比喻中是關於一個新郎和10個處女(5個處女聰明，5個處女愚蠢)點燈的事，不過有其他觀點指出在古代有可能是伴娘。

## 早期教會
游斯丁曾經提過在當時的猶太男子被允許有四，五個妻子 及猶太女人Babatha 是妾。查理大帝是虔誠的基督徒，卻有五個侍妾。（可能當時基督教會還未實行一夫一妻）

## 宗教改革时期
在16世紀，基督教重新審查多元婚姻。基督新教創始人馬丁路德寫下了：「我得承認我不能禁止一個人娶幾個妻子，因為它與經文並不矛盾。如果一個男人想與一個以上的妻子結婚他應該問他是否按照耶和華的話滿足他的良心。在這種情況下，民事機構無權干預。」

## 19世紀
於1853年John Colenso是南非納塔爾聖公會主教。他是第一個寫下祖魯語的人。他擁護祖魯人的生活方式，包括一夫多妻制。
1869年由James Campbell發表的The History and Philosophy of Marriage (or Polygamy and Monogamy Compared)，探究現代運動的基督教多元婚姻。

## 現代例子
- 第12任南非總統雅各布·祖玛雖是基督徒，但支持一夫多妻制。2010年1月他迎娶第三房太太，這是他第五段的婚姻。[5]他還打算迎娶第四位夫人。[6]2010年祖瑪偷情和老友的女兒生了個孩子，被發現後只好公開向三個現任妻子道歉。[7]美國俄亥俄州一名6旬已婚基督教牧師娶了兩個老婆[8]。

### 基督教界各方立场
尼日利亞Celestial Church of Christ教會允許神職人員和信徒保持多個妻子。利比里亞路德教會在20世紀 70年代開始允許一夫多妻制。
有些教派允許那些已經在一夫多妻制下的人士改宗和加入他們的教會，而不必放棄自己的多重婚姻。包括在1913年成立的 African Instituted Harrist Church。
1988年普世聖公宗召開了蘭柏會議承認多配偶者信仰基督教受到一定的限制。
一夫多妻制在1888年的蘭柏會議第一次被討論到：
|          | 會議認為一夫多妻者不可接受受洗，但他們可作為候選者並持續接受基督教的教誨直到他們願意接受基督的法為止。一夫多妻者的妻子，以會議的意見而言，可以在某些情況下被許可進行洗禮，但這必須由地方的基督教當局決定這些人在甚麼情況下才能受洗。 |
| ——決議 5 | |

1958年的120號決議如下：
|  | (a) 會議見證一夫一妻制是上帝意志的真理，這由基督本人的教誨證實，因而對任何種族的人都是正確的， |

但又補充道：
|  | (d) 會議知道一夫多妻制的問題和社會上女人的權力受限息息相關，並促請教會應當以所有可行方式盡一切可能增進女人的社會地位，尤其是在教育層面。 |

1988年26號決議聲明：
|  | This Conference upholds monogamy as God's plan, and as the ideal relationship of love between husband and wife; nevertheless recommends that a polygamist who responds to the Gospel and wishes to join the Anglican Church may be baptized and confirmed with his believing wives and children on the following conditions:(1) that the polygamist shall promise not to marry again as long as any of his wives at the time of his conversion are alive;(2) that the receiving of such a polygamist has the consent of the local Anglican community;(3) that such a polygamist shall not be compelled to put away any of his wives, on account of the social deprivation they would suffer;(4) and recommends that provinces where the Churches face problems of polygamy are encouraged to share information of their pastoral approach to Christians who become polygamists so that the most appropriate way of disciplining and pastoring them can be found, and that the ACC be requested to facilitate the sharing of that information. |

2008年的討論114.如下：
|  | In the case of polygamy, there is a universal standard – it is understood to be a sin, therefore polygamists are not admitted to positions of leadership including Holy Orders, nor after acceptance of the Gospel can a convert take another wife, nor, in some areas, are they admitted to Holy Communion. |

還有一些現代的聖經學者認為聖經主張一夫多妻制，如William Luck及Blaine Robinson。

### 其他教派
基本教義派的耶穌基督後期聖徒教會是一個支持一夫多妻制的教派。

## 相關經文
主要見於舊約聖經。